# Harken
Harken es una empresa de equipamiento deportivo estadounidense, de Pewaukee (Wisconsin), fundada en 1967 por los hermanos Peter Harken y Olaf Harken.
Comenzaron fabricando embarcaciones a vela en Waukesha (Wisconsin) bajo la marca Vanguard. Vanguard adquirió fama tras ganar su primer oro olímpico en 1968 y ser el proveedor más importante de la clase Finn en los Juegos Olímpicos de 1976. Los hermanos Harken decidieron separar su producción de componentes, bajo la marca Harken, para poder vender a sus competidores fabricantes de embarcaciones. En marzo de 1997, Vanguard compró Sunfish Laser, Inc., el fabricante de Láser, Sunfish y 49er, y en 2007 LaserPerformance, a través de Performance Sailcraft Europe, compró Vanguard.  
Las roldanas, poleas y mordazas Harken se comenzaron a distribuir a través del catálogo de Lands' End. En la actualidad son de los componentes del deporte de la vela más apreciados y han abierto una oficina para Europa en Limido Comasco, Italia.